# Kathoey

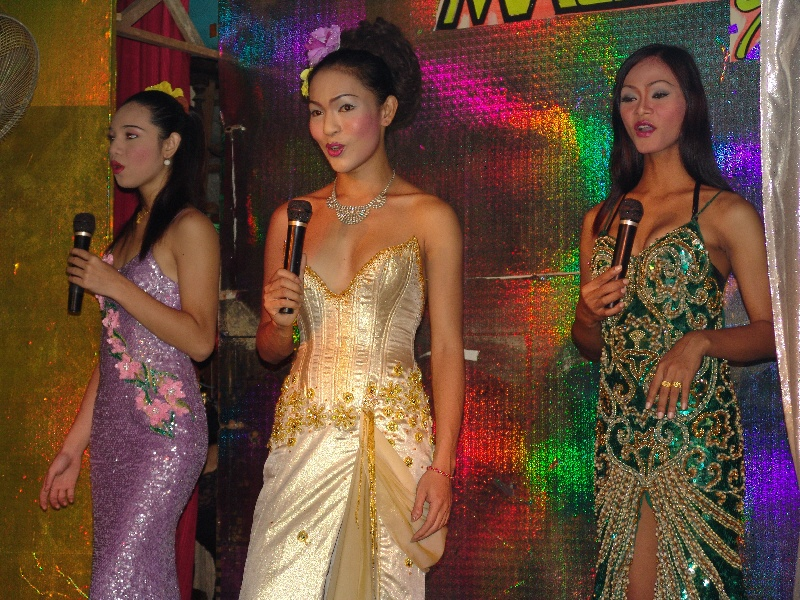
Personas kathoeys

Kathoey (Tailandés: กะเทย, IPA: [kaʔtʰɤːj]) es una identidad de género tailandesa cercana a las identidades occidentales de mujer trans, hombre travesti, pero distinta de las tres. A veces se les denomina como ladyboys o como tercer sexo.

## Identidad de género
Algunos kathoey se identifican como mujeres. Acorde a un estudio en Tailandia y Laos, la mayoría se vuelve consciente de su identidad a temprana edad y lleva a cabo procesos médicos, hormonales y/o quirúrgicos, para adquirir una expresión más femenina, ya que, en Tailandia, se puede conseguir hormonas sin prescripción en cualquier farmacia y, además, las cirugías de reasignación genital son relativamente baratas.

## Kathoey y sociedad

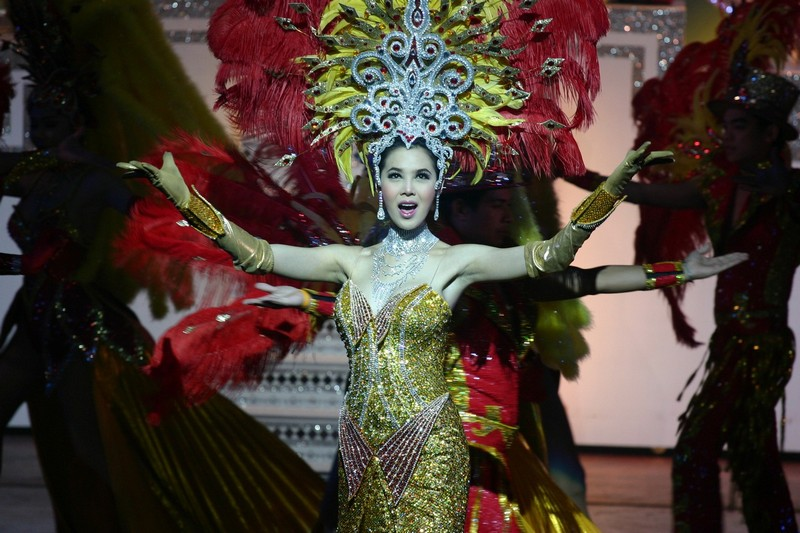
Kathoey en un espectáculo de cabaret

Las kathoey se pueden encontrar en varios sectores de la población. La cultura budista usa la noción de karma y las tacha de espíritus de nivel inferior, que cometieron transgresiones en su vida pasada, con lo que no merecen culpa, sino pena. De esta forma, no las aceptan, pero sí las toleran. Las kathoey sufren distintas formas de discriminación, como que sus padres se decepcionen si se identifican de este modo. Tampoco existe reconocimiento legal para las kathoey en Tailandia, ni se las permite cambiar su sexo legal.
Desempeñan diferentes oficios que van desde artistas de cabaret, bares, cafés, restaurantes, boutiques o trabajan en salones de belleza como estilistas o maquilladoras, en agencias de viaje o centros turísticos. Algunas ejercen la prostitución.

## Sucesos y kathoeys
En 1996, una estudiante kathoey asesinó a una mujer joven. Esto fue seguido por la cobertura negativa de la prensa tailandesa; los institutos de Rajabhat, en ese entonces cerraron sus puertas a todas los kathoeys. La decisión tuvo que ser invertida después de protestas por parte de grupos LGBT y feministas.
Ese mismo año, un grupo de vóleibol integrado sobre todo por gais y kathoeys, conocido como “The Iron Ladies”, ganó el campeonato nacional tailandés. El gobierno tailandés, preocupado por la imagen del país, decidió eliminar del equipo nacional a dos kathoey y evitar que compitieran internacionalmente. Esta historia es la base de la película del 2000 The Iron Ladies y la secuela del 2003 The Iron Ladies 2.

## Tema kathoey en la cultura

### Películas

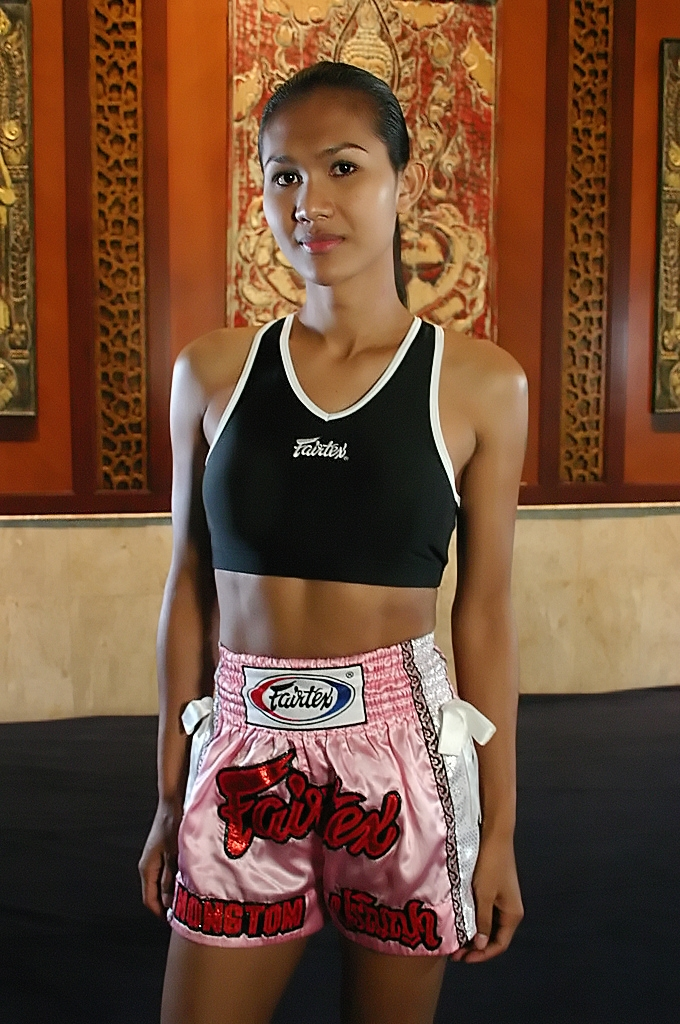
Nong Tum.

La película tailandesa del 2002 Saving Private Tootsie cuenta la historia de un grupo de gais y de kathoeys que tienen que ser rescatados después de un desplome de un avión en territorio rebelde de la selva. La película explora actitudes homofóbicas de varias maneras. Se basa libremente en un incidente en diciembre de 1998 en que sobrevivió un grupo incluyendo un cantante popular y su maquilladora kathoey.
La kathoey más famosa de Tailandia es Nong Tum, una campeona de Muay Thai. Ella se incorporaba al ring con una expresión de género femenina y besaba a su oponente derrotado. Su vida fue tema de una película del 2003 Beautiful Boxer; a diferencia de The Iron Ladies y The Iron Ladies 2 plantea la cuestión más seriamente.
En la película del 2005 The Warrior King, o Tom Yum Goong, Tony Jaa protagoniza el villano principal y Madame Rose es interpretada por el kathoey Xing Jing. Su personaje es también kathoey y hay dos referencias a esto en el filme.

### Música
En el 2006 Sony BMG lanzó una All-Girl-Band, Venus Flytrap, conformado por 5 personas kathoey, al puro estilo de las Spice Girls.